# Konkrecija
Konkrecija je masa sedimentne kamnine, v kateri je mineralni cement zapolnil pore, se pravi praznine med zrni sedimenta. Konkrecije so pogosto ovalne ali okrogle, čeprav so možne tudi nepravilne oblike. Beseda konkrecija je nastala iz latinskih besed con, ki pomeni skupaj, in crescere, ki pomeni rasti.  Konkrecije nastajajo v sloju že deponiranega sedimentnega strata, običajno v njegovi zgodnji zgodovini, še preden se je preostali del sedimenta strdil v kamnino. Konkrecijski cement pogosto povzroči, da je konkrecija trša in bolj obstojna na vremenske vplive kot gostiteljski stratum. 
Med konkrecijami in noduli je pomembna razlika. Konkrecije so nastale iz mineralov, ki so se odlagali okrog nekakšnega jedra, medtem ko so noduli nadomestna telesa. 
Zapisi iz 18. stoletja dokazujejo, da so se konkrecije dolgo časa obravnavale kot geološke zanimivosti. Zaradi zelo različnih in nenavadnih oblik, velikosti in sestav so jih imeli za dinozavrova jajca, živalske in rastlinske fosile (psevdo fosili), nezemeljske naplavine ali človeške artefakte.

## Nastanek
Podrobne študije
 so pokazale, da so konkrecije nastale med diagenezo.  Precej pogosto so nastale z vsedanjem večje količine cementnega materiala okrog jedra, ki je pogosto organskega izvora, na primer lista, zoba, dela školjčne lupine ali fosila. Zbiralci fosilov zato pogosto odpirajo konkrecije in v njih iščejo živalske ali rastlinske fosile. Najbolj nenavadna dokumentirana jedra konkrecij so bili naboji, bombe in šrapneli iz druge svetovne vojne, ki so jih našli v sideritnih konkrecijah v angleških obalnih slanih močvirjih.
Oblike  konkrecij so odvisne od pogojev, v katerih so nastajale. Njihova rast je lahko koncentrična ali predorna. V koncentrični rasti se mineral odlaga v sukcesivnih slojih na že obstoječe sloje, s čimer se povečuje premer konkrecije. Pri predorni rasti  pride do cementiranja gostiteljskih sedimentov, tako da se napolnijo praznine v odloženem mineralu.  Proces poteka istočasno po celem volumnu, ki sčasoma postane konkrecija.

## Videz
Konkrecije imajo zelo različne oblike (krogle, diski, cevi, grozdi, milni mehurčki...) trdote in velikosti, od takšnih, ki so komaj vidne s prostom očesom do velikih teles s premerom  več metrov. Velika rdeča konkrecija v Narodnem parku Teodorja Roosevelta v Severni Dakoti ima premer skoraj tri metre, konkrecija v depresiji Fajum v Egiptu pa celo devet metrov. Barva konkrecije je po navadi podobna barvi kamnine, v kateri je nastala.

## Sestava
Konkrecije so običajno zgrajene iz karbonatnih mineralov, na primer kalcita, amorfnih ali mikrokristaliničnih oblik kremena, na primer roženca,kremena ali jaspisa, ali železovih oksidov ali hidroksidov, na primer getita in hematita. Zgrajene so lahko tudi iz drugih mineralov, na primer dolomita, ankerita, siderita, pirita, markazita, barita in sadre. 
Čeprav so konkrecije praviloma zgrajene iz enega minerala, so v njih lahko prisotni tudi drugi minerali, odvisno od pogojev, v katerih so nastajale. Karbonatne konkrecije na primer, ki so nastale z bakterijsko redukcijo sulfatov, pogosto vsebujejo manjše količine pirita, Druge konkrecije, ki so nastale z mikrobsko redukcijo sulfatov, so sestavljene iz zmesi kalcita, barita in pirita. 

## Nahajališča
Konkrecije se pojavljajo v različnih kamninah, posebno pogoste pa so v skrilavcih, glinovcih  in peščenjakih. Njihova zunanjost je pogosto podobna fosilom ali kamnom, ki po videzu ne spadajo v sloj, v katerem se nahajajo. Konkrecije včasih vsebujejo fosile, ki tvorijo jedro ali pa so komponenta konkrecije, ki se je vgradila med rastjo konkrecije. Konkrecije same po sebi niso fosili! Lahko so tudi grudaste, koncentrirane po plasteh, in pogosto štrlijo iz sten preperelih klifov ali slonijo na mehkih podstavkih.
Majhne hematitne konkrecije, imenovane borovnice ali Marsove sferule, so odkrili tudi na Marsu. 

## Tipi konkrecij

### Septarijske konkrecije
Septarijske konkrecije ali septarijski noduli so konkrecije, ki vsebujejo oglate votline ali razpoke, imenovane septarije, napolnjene z drugim mineralom, na primer kalcitom. Beseda je nastala iz latinske besede septum, ki pomeni delitev in se nanaša na razpoke oziroma špranje v kamnini. Druga razlaga, ki je napačna, trdi, da je beseda nastala iz latinske besede septem, ki pomeni sedem, in se nanaša na število razpok, ki se običajno pojavljajo. Razpoke so zelo različno velike in oblikovane  in različno skrčene. Čeprav se je običajno trdilo, da so konkrecije rasle od  znotraj navzven, radialno orientirane zazpoke, ki se proti robovom ožijo, kažejo, da je bila v teh primerih periferija trša od notranjosti, verjetno zaradi naraščanja  količine veznega cementa. 
Procesi, ki so ustvarili septarije,so še vedno nepojasnjeni. Za njihov nastanek so se predpostavljali številni možni mehanizmi: dehidracija z glino, gelom ali organskimi snovmi bogatih jeder, krčenje središča konkrecije, širjenje plinov, ki so nastali z razpadanjem organskih snovi, drobljenje ali krčenje krhke notranjosti konkrecije zaradi potresov ali visokih tlakov in drugi. Trenutno še vedno ni jasno, kateri od teh in drugih predpostavljenih mehanizmov, če sploh kateri, je pravi. Septarije običajno vsebujejo kristale kalcita, ki so se oborili iz krožečih raztopin. Na stenah razpok se včasih pojavljajo tudi prevleke iz siderita ali pirita, ki jih obarvajo v svetlo rdečih in zlatih barvah. Nakatere septerije lahko vsebujejo tudi majhne kalcitne stalaktite in dobro oblikovane milimetrske monokristale pirita.   
Izjemne septarijske konkrecije so balvani Moeraki na Južnem otoku Nove Zelandije s premerom približno tri metre. Zgrajene so iz s kalcitom cementiranega blata z žilami iz kalcita, kremena in z železom bogatega dolomita. Zelo podobne konkrecije s premerom do tri metre so balvani Koutu na južni obali Severnega otoka Nove Zelandije. Mnogo manjše in bolj tipične septarijske konkrecije so odkrili na izpostavljenih klifih v  Kimmeridge Clayu (Wessex, Anglija).

### Topovske krogle
Topovske krogle so velike okrogle konkrecije, ki so podobne topovskim kroglam. Krogle s premerom do tri metre na bregovih reke Cannonball v Severni Dakoti (ZDA) so nastale s cementiranjem peska in mulja s kalcitom. Podobne konkrecije s premerom štiri do šest metrov so v sevrovzhodnem Utahu in srednjem Wyomingu. Nastale so s cementiranjem peska s kalcitom.  Nekoliko preperele in erodirane velike topovske krogle s premerom do šest metrov so v  Rock Cityju v Kansasu. Že omenjeni balvani Moeraki in Koutu na Novi Zelandiji so septarijske konkrecije, ki so istočasno tudi topovske krogle. Nahajališča topovskih krogel so tudi na obalah Huronskega jezera, Spitsbergih, Kanadi, Aljaski, Grenlandiji, Bosni in Hercegovini (Mecevići, Ozimići in Zavidovići) in v provinci Hunan na Kitajskem.

### Raztegnjene konkrecije
Raztegnjene konkrecije so vzporedne s sedimentnim stratom in so se intenzivno preučevale zaradi morebitnega vpliva smeri toka podzemnih voda na orientacijo daljše osi konkrecije in orientacijo preteklih podzemnih vodnih tokov v gostiteljski kamnini.  Raztegnjene konkrecije dajo vpogled tudi v trende lokalne permeabilnosti, spremembe hitrosti podzemnih tokov in tipe geoloških tvorb, ki so vplivale na vodne tokove. 
Raztegnjene konkrecije so zelo pogoste v sedimentnih skladih morske gline iz jurskega obdobja v zahodni Evropi (Kimmeridge Clay). Njihovi izdanki, ki so po vrsti ribiške ladje dobili ime doggerji, imajo običajno premer samo nekaj metrov, skupaj s podzemnim delom pa lahko dosežejo dolžino več deset metrov. 

### Mokiji
Mokiji, moki frnikole ali moki kroglice so konkrecije železovega oksida, ki so zelo pogoste v izdankih v geološki formaciji Navajo Sandstone na jugovzhodu države Utah (ZDA). Konkrecije imajo oblike krogel, diskov, bodičastih krogel, valjev in druge nenavadne oblike. Njihove velikosti so od velikosti grahovega zrna do velikosti teniške žoge. Nastale so z odlaganjem železa, raztopljenega v podtalnici. Zanje trdijo, da so zemeljski različki Marsovih hematitnih kroglic, imenovanih borovnice.

### Kansaške pokalice
Kansaške pokalice (angleško: Kansas Pop rocks) so konkrecije iz železovega sulfida, se pravi pirita ali markazita, v nekaterih primerih tudi jarozita, ki so jih odkrili v  Gove Countyju v Kansasu. Ime pokalice so dobile zato, ker v ognju eksplodirajo. Običajno se pojavljajo v tankih slojih preperelega vulkanskega prahu bentonita, ki se pojavlja v kredi. Nekatere konkrecije vsaj delno obdajajo velike sploščene lupine školjk. Konkrecije so velike od nekaj milimetrov do 0,7 m in debele do 12 cm. Večina pokalic ima obliko sploščene krogle, druge pa imajo obliko skupka kock s stanicami do 7 cm.  Med brušenjem in udarjanjem s kladivom se iskrijo in dišijo po žveplovem dioksidu. Nobena konkrecija iz železovega sulfida, ki so jo našli v Kansasu, ni nastala z nadomeščanjem fosila ali z metamorfozo, pač pa z obarjanjem železovih sulfidov v anoksičnih morskih sedimentih preden so se pretvorili v kredo. 